# Акілія
Острів Акілія — острів, який знаходиться на південному заході від Ґренландії, близько за 22 км на південь від Нуук (Godthåb). Акілія є місцем знаходження формації гірських порід, які як припускають містить найдавніші відомі осадові гірські породи на Землі, і ймовірно найстаріший доказ первинного життя на Землі.